# Ahrensdorf (Rietz-Neuendorf)
Ahrensdorf ist ein Ortsteil der Gemeinde Rietz-Neuendorf im Landkreis Oder-Spree (Brandenburg). Ahrensdorf war bis zur Eingemeindung nach Rietz-Neuendorf am 31. Dezember 2001 eine selbständige Gemeinde.

## Geographie
Ahrensdorf liegt etwas über 11 Kilometer Luftlinie westlich von Beeskow und etwas über 13 Kilometer Luftlinie südöstlich von Storkow auf der Beeskower Platte. Die Gemarkung grenzt im Norden an die Gemarkung von Glienicke, im Nordosten an Lindenberg, im Südosten an Premsdorf, im Südwesten an Limsdorf und im Nordwesten an Behrensdorf. Er ist über die L 472, die von Storkow nach Beeskow führt, sowie über die L 42, die in Lindenberg von der B 246 abzweigt, und durch den Ort weiter Richtung Limsdorf und Alt-Schadow zu erreichen. Östlich des Ortes liegt der langgestreckte Ahrensdorfer See, dessen Ostufer auch die Gemarkungsgrenze bildet. Südöstlich vom Ort liegt der Premsdorfer See, der jedoch vollständig auf der Gemarkung von Görsdorf liegt. Im Westen bildet der nur temporär wasserführende Schwenowseegraben über einige Hundert Meter die Gemarkungsgrenze. Im Nordosten bildet der Blabbergraben, der vom Lindenberger See kommt und in den Ahrensdorfer See mündet, über ca. 300 Meter die Gemarkungsgrenze. Der höchste Punkt der Gemarkung liegt an der nördlichen Gemarkungsgrenze mit 73,8 m, der tiefste Punkt ist der Seespiegel des Ahrensdorfer Sees mit 60,5 m.

## Geschichte
Der Ort wurde vermutlich bereits 1387 erstmals urkundlich genannt, wobei aufgrund der vielen namensgleichen Orte eine Zuordnung zu diesem Ahrensdorf nicht ganz sicher ist. Dagegen bezeichnet eine Nennung von 1390 zweifelsfrei diesen Ort. Der Name ist von einer mnd. Grundform * Ar(olde)sdörp = Dorf, das von einem Mann (oder Lokator) namens Arnold gegründet wurde, abzuleiten. Der Dorfstruktur nach ist es ein Angerdorf, das als Plandorf im Zuge der deutschen Ostsiedlung im 12./13. Jahrhundert angelegt wurde.

### Besitzgeschichte
Das Dorf war bis 1492 Hausbesitz der jeweiligen Besitzer der Herrschaft Beeskow. Lediglich das Lehngut war an Vasallen weiter verliehen. 1434 belehnte Hans v. Bieberstein d. J. den Claus Schulze mit fünf Hufen in Ahrensdorf. 1445 erhielten die Erben des Claus Schulze die Belehnung für die fünf Hufen in Ahrensdorf von Friedrich v. Bieberstein. 1448 verkaufte Friedrich v. Bieberstein dem Heinrich Gwiß die Lehngüter in Ahrensdorf und in Wulfersdorf für 50 Schock Groschen. 1519 bis 1533 gehörte er dem Baltzer Seifertitz genannt Fuchs in Wendisch Rietz. 1553 bis 1556 war das Lehngut Eigentum der v. Zieckow/Zieckau und der v. Selstrang in Wendisch Rietz. Bis 1609 war das Lehngut weiter in Verbindung mit dem Gut Wendisch Rietz. 1609 ging es aber an das Gut Lindenberg über, das zu dieser Zeit im Besitz des Isaac (Eustachius) v. Kracht (1547–1617) war.
Das Dorf selber mit den Gerichten, Diensten und Abgaben der Bauern wurde 1492 von den damaligen Pfandinhabern der Herrschaft Beeskow, die beiden sächsischen Kurfürsten dem Hans v. Minckwitz auf Sonnewalde und Drehna zu Lehen gegeben. Zwar war der eigentliche Besitzer Ulrich v. Bieberstein damit nicht einverstanden, er konnte die Belehnung aber nachdem er die Herrschaft 1511 wieder erlangt hatte, nicht mehr rückgängig machen. Sein Sohn Nickel v. Minckwitz organisierte 1525 den spektakulären Überfall auf den Lebuser Bischof Georg von Blumenthal und die Stadt Fürstenwalde. 1530 zog Bischof Georg die Lehen des Nickel v. Minckwitz wegen Felonie ein. Er hatte zudem Lehensfehler begangen, in dem er nicht um einen Lehenbrief nach dem Tod seines Vaters Hans nachgesucht hatte. Außerdem hatte er 1528 die beiden ihm verliehenen Dörfer ohne lehensherrlichen Konsens an Joachim Bothin (Bettin) auf Diedersdorf um 1.800 Taler verkauft, vermutlich auf Wiederkauf. Von 1530 gehörte es dann zum Amt Beeskow, das 1874 aufgelöst wurde.

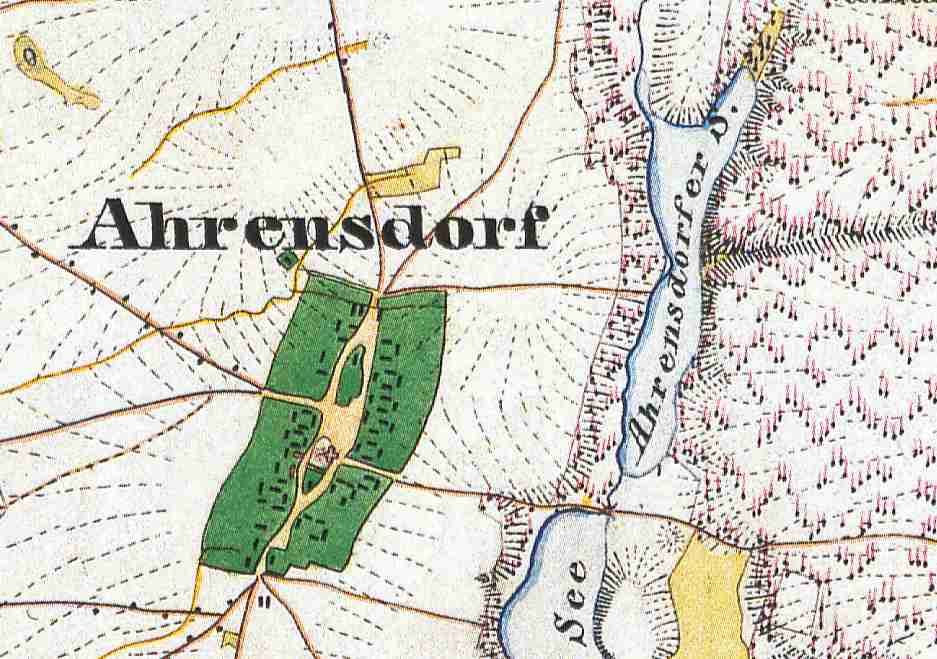
Ahrensdorf auf dem Urmesstischblatt 3850 Kossenblatt von 1846

### Dorfgeschichte
Bei seiner ersten (sicheren) Nennung 1390 und auch nach einer späteren Nennung 1451 war Ahrensdorf Zollstation. Im Zuge der sich fast einhundert Jahre hinziehenden Streitigkeiten zwischen den Pommernherzögen und den Biebersteinern um die Herrschaft Beeskow wurde Ahrensdorf am 3. Oktober 1428 durch den Pommernherzog Kasimir V. niedergebrannt. Auch 1518 war die Zollstation noch existent. 1537 hatte der Dorfrichter vier unter Bewirtschaftung. Es gab ferner vier Dreihüfner, ein Hüfner (und Krüger) mit dreieinhalb Hufen und vier Zweihüfner. Eine Hufe lag unbewirtschaftet. Insgesamt waren das 28,5 Hufen. Es wohnten ferner noch zwei Kossäten und ein Schmied im Ort. 1576 lebten 12 Bauern, drei Kossäten und ein Häusler im Ort. Für 1600 werden dann 30,5 Hufen genannt, die Zahl der Bauern wird aber nicht angegeben. Zu den drei Kossäten und dem Häusler (Schmied) war ein Hirte hinzugekommen. Im Dreißigjährigen Krieg wurde der Ort z. T. niedergebrannt. 1641 war das Dorf fast unbewohnt. 1652 waren die Dorfbewohner aber wieder zurückgekommen. Der Schulze bewirtschaftete fünf Hufen und drei Bauern bewirtschafteten je drei Hufen. Ein Dreihufenhof war aber (noch) nicht besetzt. Die Felder wurden von den anderen Bauern mitgenutzt. Auch der Hof des Krügers mit zweieinhalb Hufen lag wüst. Diese Felder nutzte der Pfarrer: Er verzichtete anstatt dessen auf den Zehnten der Bauern. Ein Zweihufenhof war besetzt, ein zweiter Zweihufenhof hatte noch keinen neuen Besitzer gefunden. Doch auch diese Felder wurden von den anderen Bauern mitgenutzt. Drei Kossäten hatten je eine Hufe, außerdem hatte sich ein Zimmermann im Dorf niedergelassen. Der Hirte wohnte auf dem Gemeindehirtenhaus. Insgesamt gab es nun auf der Feldmark 30,5 Hufen. Erst 40 Jahre später war auch der Krug „neu angenommen“ worden. Durch die Zusammenlegung von zwei einzelnen Hufen war ein weiterer Zweihufenhof zu den bereits bestehenden drei Zweihufenhöfen entstanden. Die Felder waren aber wenig ertragreich und brachten kaum das dritte Korn. Einige Bauern konnten auch Heu ernten, andere hatten nichts. Auf der Gemarkung war die Hütung schlecht, Holz konnte nur auf dem Acker wachsen. Ansonsten hielten die Dörfler einige Schafe. 1727 werden 33,5 Hufen genannt. Dagegen werden für 1743 nur 27,5 Hufen angegeben. Der Schulze bewirtschaftete fünf Hufen, drei Bauern (darunter der Krüger) je drei Hufen und neun Kossäten je 1,5 Hufen. Weiter wohnten in Ahrensdorf ein Büdner und ein Schmied. 1745 lebten fünf Bauern und neun Kossäten im Dorf. 1772 werden genannt: ein Prediger, fünf Bauern und Halbbauern, neun Kossäten und Büdner sowie ein Schmied. 1775 heißt es dagegen fünf Bauern, neun Kossäten und fünf Büdner (oder andere). Es gab 20 Feuerstellen im Ort, was sowohl Haushaltungen wie auch Wohngebäude bedeuten kann. 1801 wurden bereits 22 Feuerstellen registriert, in denen 120 Menschen lebten. Die (männliche) Bevölkerung setzte sich zusammen aus dem Lehnschulze. vier Ganzbauern, neun Ganzkossäten, drei Einliegern. Es gab einen Krug und eine Schmiede im Ort. 1837 war das Dorf nur sehr wenig gewachsen (sieben Einwohner mehr); es gab weiterhin nur 22 Wohnhäuser, 1858 wird dagegen der Gebäudebestand mit vier öffentlichen Gebäuden, 24 Wohnhäusern und 58 Wirtschaftsgebäuden angegeben. 1864 gab es 15 bäuerliche Betriebe, der Lehnschulze, vier Bauerngüter und neun Kossätenhöfe. Ein Kossätenhof war allerdings völlig zerschlagen worden. Der Pfarrhof wird gesondert erwähnt. Im Jahre 1900 war die Zahl der Wohngebäude auf 33 Häuser gewachsen, blieb aber bis 1933 gleich. 1939 gab es 14 große bis mittlere land- und forstwirtschaftliche Betriebe (ein Betrieb: über 100 ha, sieben Betriebe mit 20 bis 100 ha und sechs Betriebe mit 10 bis 20 ha). Darüber hinaus wurden noch 17 kleinere bis kleinste landwirtschaftliche Betriebe registriert: neun Betriebe mit 5 bis 10 ha und 11 Betriebe mit 0,5 bis 5 ha.
Nach dem Zweiten Weltkrieg wurden ein großer Betrieb enteignet und 119,5 ha aufgeteilt. Davon entfielen 24 ha an Landarbeiter und Landlose Bauern, 0,5 ha an einen landarmen Bauern, 2,3 ha an Kleinpächter, 38 ha an Umsiedler, 4,2 ha an den Ausschuss für gegenseitige Bauernhilfe, 13 ha an die Provinzialverwaltung, 10 ha Wald an vier Altbauern, 3,5 ha an Sonstige und 24 ha an Arbeiter und Angestellte. 1958 entstand die LPG Typ I, die 1960 bereits 28 Betriebe, 40 Mitglieder und 253 ha landwirtschaftliche Nutzfläche hatte. 1970 wurde sie mit der LPG Typ III Behrensdorf zusammengeschlossen. 1977 gab es den VEB Bau Ahrensdorf.
| Bevölkerungsentwicklung von 1774 bis 2000 | Bevölkerungsentwicklung von 1774 bis 2000 | Bevölkerungsentwicklung von 1774 bis 2000 | Bevölkerungsentwicklung von 1774 bis 2000 | Bevölkerungsentwicklung von 1774 bis 2000 | Bevölkerungsentwicklung von 1774 bis 2000 | Bevölkerungsentwicklung von 1774 bis 2000 | Bevölkerungsentwicklung von 1774 bis 2000 | Bevölkerungsentwicklung von 1774 bis 2000 | Bevölkerungsentwicklung von 1774 bis 2000 | Bevölkerungsentwicklung von 1774 bis 2000 | Bevölkerungsentwicklung von 1774 bis 2000 | Bevölkerungsentwicklung von 1774 bis 2000 | Bevölkerungsentwicklung von 1774 bis 2000 | Bevölkerungsentwicklung von 1774 bis 2000 | Bevölkerungsentwicklung von 1774 bis 2000 | Bevölkerungsentwicklung von 1774 bis 2000 | Bevölkerungsentwicklung von 1774 bis 2000 |
| ----------------------------------------- | ----------------------------------------- | ----------------------------------------- | ----------------------------------------- | ----------------------------------------- | ----------------------------------------- | ----------------------------------------- | ----------------------------------------- | ----------------------------------------- | ----------------------------------------- | ----------------------------------------- | ----------------------------------------- | ----------------------------------------- | ----------------------------------------- | ----------------------------------------- | ----------------------------------------- | ----------------------------------------- | ----------------------------------------- |
| Jahr                                      | 1774                                      | 1801                                      | 1818                                      | 1837                                      | 1858                                      | 1875                                      | 1890                                      | 1910                                      | 1925                                      | 1939                                      | 1946                                      | 1950                                      | 1964                                      | 1971                                      | 1981                                      | 1991                                      | 2000                                      |
| Einwohner                                 | 102                                       | 120                                       | 129                                       | 166                                       | 209                                       | 197                                       | 223                                       | 202                                       | 182                                       | 187                                       | 234                                       | 257                                       | 194                                       | 189                                       | 277                                       | 265                                       | 245                                       |

## Politische Zugehörigkeit
Der Ort gehörte zur ursprünglich niederlausitzischen Herrschaft Beeskow, die 1518 zunächst als Pfand an den Bischof von Lebus kam, 1556 wurde das Pfand an den brandenburgischen (Mit-)Kurfürsten Johann von Küstrin weitergereicht. 1571 starb Kurfürst Johann von Küstrin, 1576 kamen die Herrschaft Beeskow und die Herrschaft Storkow endgültig an Brandenburg, jedoch bis 1742 als böhmisches Lehen. Die Herrschaft Beeskow schied ab 1576 „allmählich“ aus der Niederlausitz aus. Aus den beiden Herrschaften Beeskow und Storkow bildet sich im 17. und 18. Jahrhundert der Beeskow-Storkowische Kreis heraus, der 1815 aufgelöst wurde. Das Gebiet der ehemaligen Herrschaft Beeskow wurde an den Kreis Lübben angeschlossen, das Gebiet der ehemaligen Herrschaft Storkow wurde mit dem Teltowischen Kreis zum Kreis Teltow-Storkow vereinigt.
1835 wurde die Teilung der beiden Herrschaften rückgängig gemacht und es entstand der Kreis Beeskow-Storkow. In einer ersten Kreisreform 1950 in der damaligen DDR wurde der Kreis Beeskow-Storkow erneut aufgelöst und zum größten Teil dem Kreis Lübben zugewiesen, der nördliche Teil – darunter auch Ahrensdorf – kam an den Kreis Fürstenwalde.
1952 wurde diese Einteilung zum größten Teil wieder rückgängig gemacht und der neue Kreis Beeskow im Bezirk Frankfurt (Oder) gebildet. 1974 wurde die Nachbargemeinde Behrensdorf eingemeindet, die bis 2001 ein Ortsteil von Ahrensdorf war. Nach der Wende wurde der Kreis Beeskow in Landkreis Beeskow umbenannt. 1992 schloss sich Ahrensdorf mit 12 anderen Gemeinden zum Amt Glienicke/Rietz-Neuendorf zusammen. 1993 wurde schließlich der Landkreis Beeskow mit den Landkreisen Fürstenwalde, der kreisfreien Stadt Eisenhüttenstadt und dem Landkreis Eisenhüttenstadt zum Landkreis Oder-Spree fusioniert. Zum 31. Dezember 2001 schlossen sich Ahrensdorf, Birkholz, Buckow, Drahendorf, Görzig, Groß Rietz, Herzberg, Neubrück (Spree), Pfaffendorf, Sauen und Wilmersdorf zur neuen Gemeinde Rietz-Neuendorf zusammen. Zum 26. Oktober 2003 wurden schließlich auch noch die zwei letzten die amtsangehörigen Gemeinden Alt Golm und Glienicke per Gesetz in die Gemeinde Rietz-Neuendorf eingegliedert. Das Amt Glienicke/Rietz-Neuendorf wurde 2003 aufgelöst, die Gemeinde Rietz-Neuendorf wurde amtsfrei. Der bisherige Ortsteil Behrensdorf erhielt nun den Status eines Ortsteils in der neuen Gemeinde mit eigenem Ortsbeirat und Ortsvorsteher. Ahrensdorf ist seit 2002 ein Ortsteil von Rietz-Neuendorf. Der Ortsbeirat besteht aus drei Mitgliedern, die aus seiner Mitte für die Dauer einer Wahlperiode den Ortsvorsteher wählen. Derzeit (2019) ist das Jan Zimmermann.

## Kirchliche Zugehörigkeit
Ahrensdorf war 1346 bzw. 1495 Kirchort in der Sedes Beeskow. 1600 bis 1897 war sogar Ahrensdorf Mutterkirche mit Tochterkirchen in Görsdorf, Limsdorf, Behrensdorf, Möllendorf und Premsdorf. 1600 beackerte der Pfarrer 2,5 Hufen, ebenso 1652. Allerdings hatte Ahrensdorf keine Feldsteinkirche. 1714 wurde die alte strohgedeckte Fachwerkkirche aus Holz und Lehm durch eine Backsteinkirche ersetzt. Sie wurde bereits 1793 umfassend umgebaut.

## Denkmale und Sehenswürdigkeiten
Die Denkmalliste des Landes Brandenburg für den Landkreis Oder-Spree führt für Ahrensdorf ein Bodendenkmal und fünf Baudenkmale auf. Als Bodendenkmal ist geschützt
- Nr. 90380 der Dorfkern des deutschen Mittelalters und der Neuzeit.

Als Baudenkmale sind geschützt:
- Nr. 09115391 ein Wohnhaus mit Hofanlage, Lindenstraße 5
- Nr. 09115172 die Dorfkirche Ahrensdorf, Lindenstraße 17a
- Nr. 09115459 Dorfschule mit Wirtschaftsgebäude und Feldsteinmauer, Lindenstraße 17
- Nr. 09115445 Pfarrhaus mit Scheune, Einfriedung und Waschküche, Lindenstraße 32
- Nr. 09115393 Gehöft, Lindenstraße 35

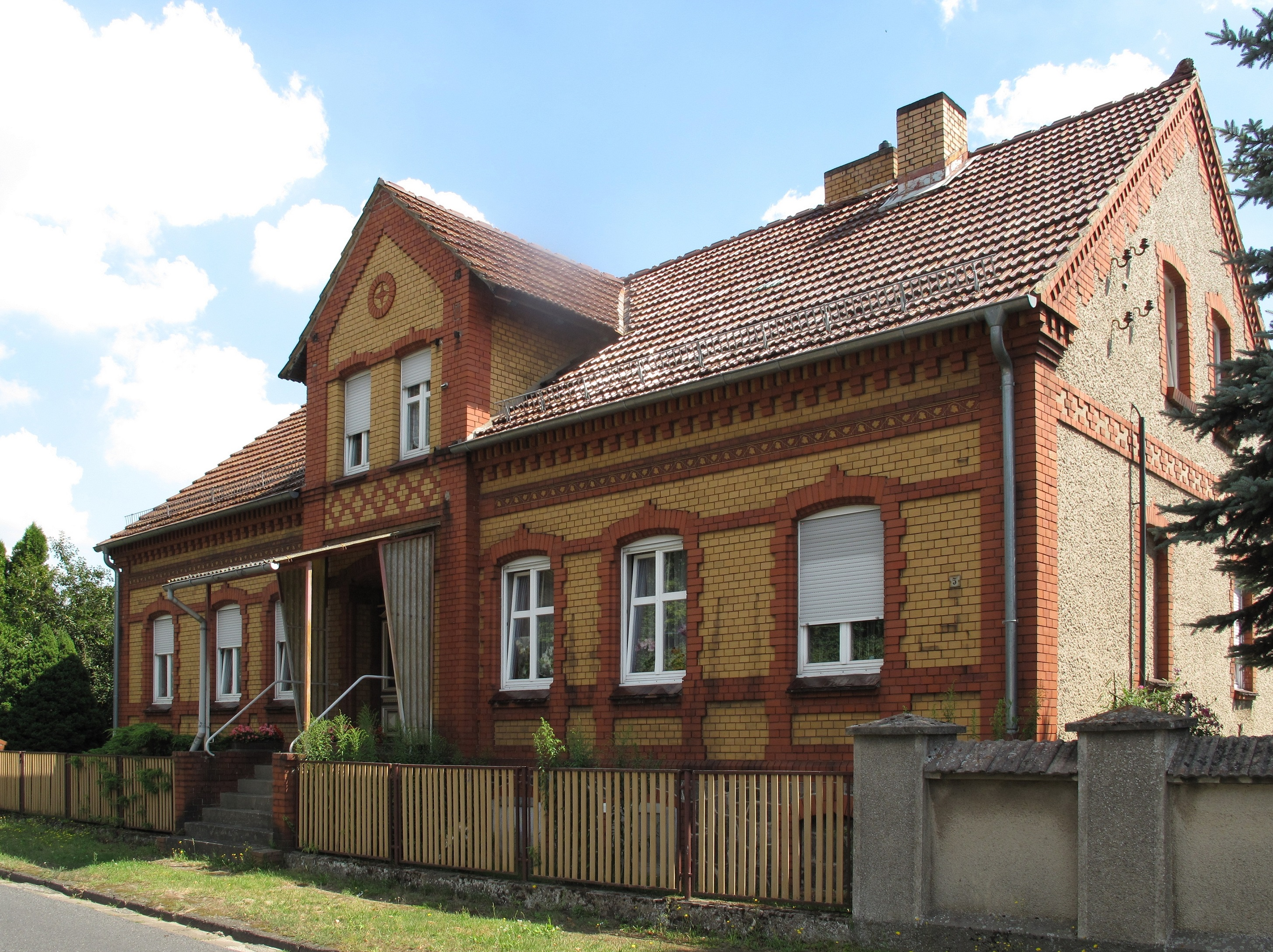
Wohnhaus mit Hofanlage (Lindenstraße 5)
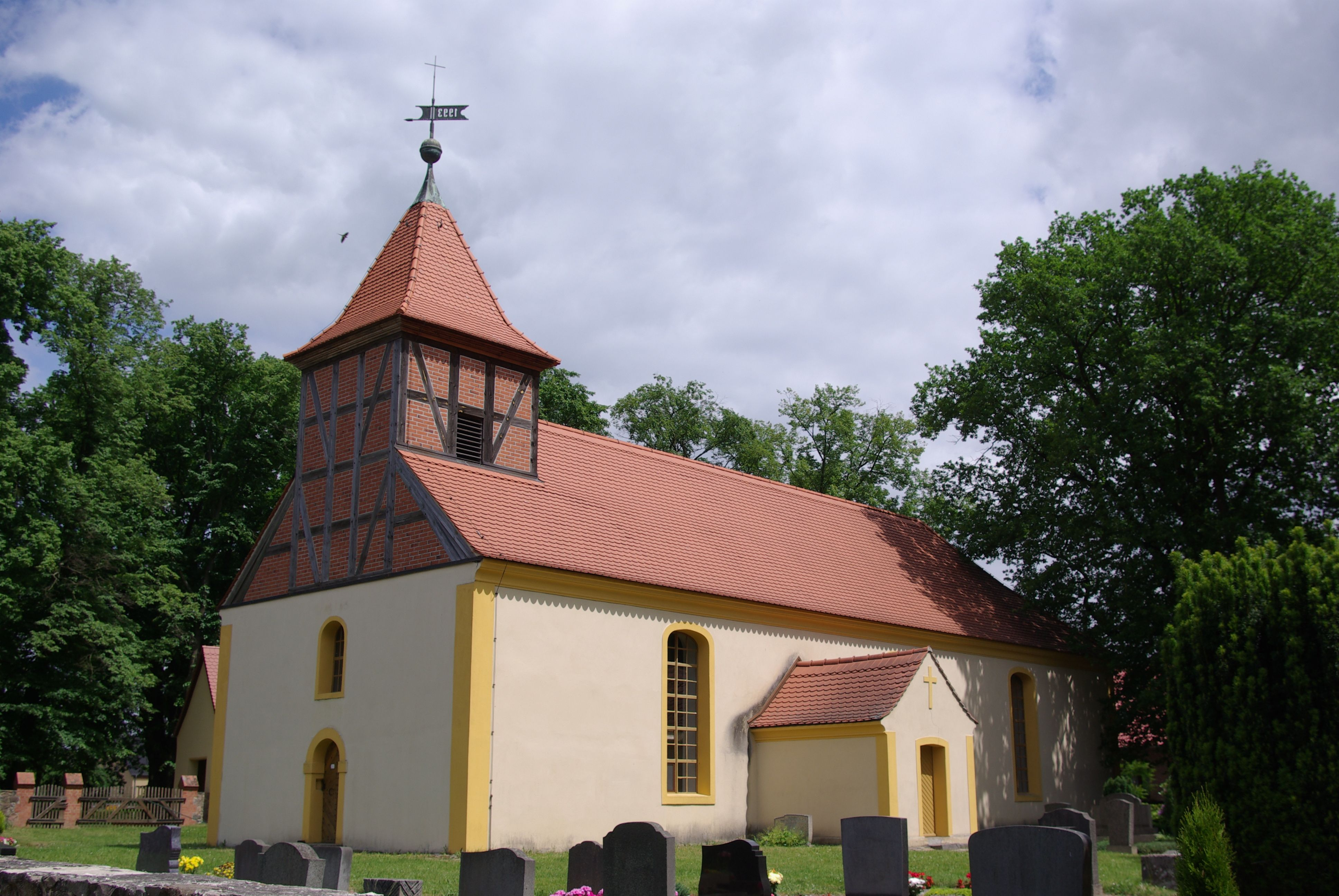
Dorfkirche Ahrensdorf
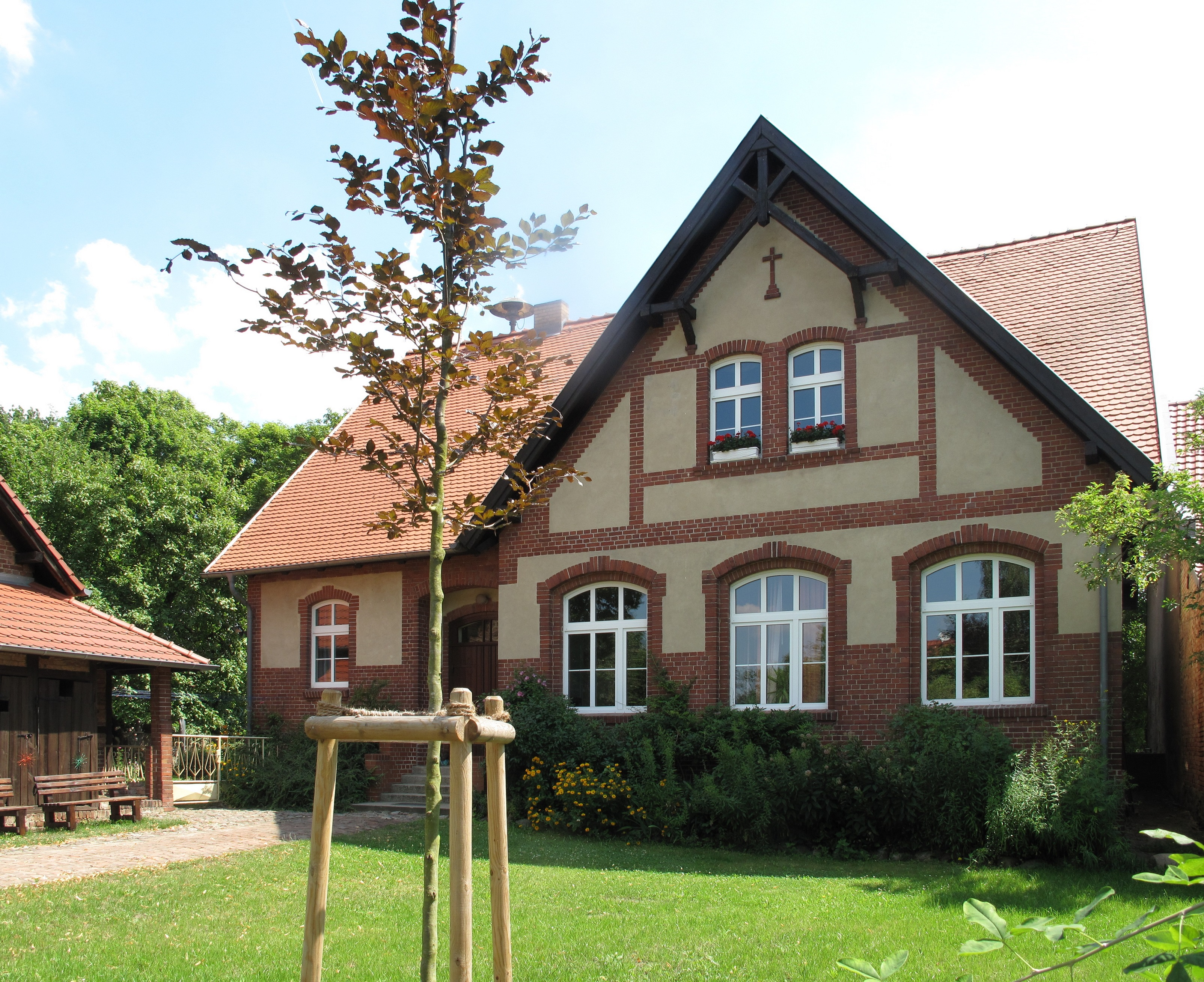
Altes Schulhaus (Lindenstraße 17b)
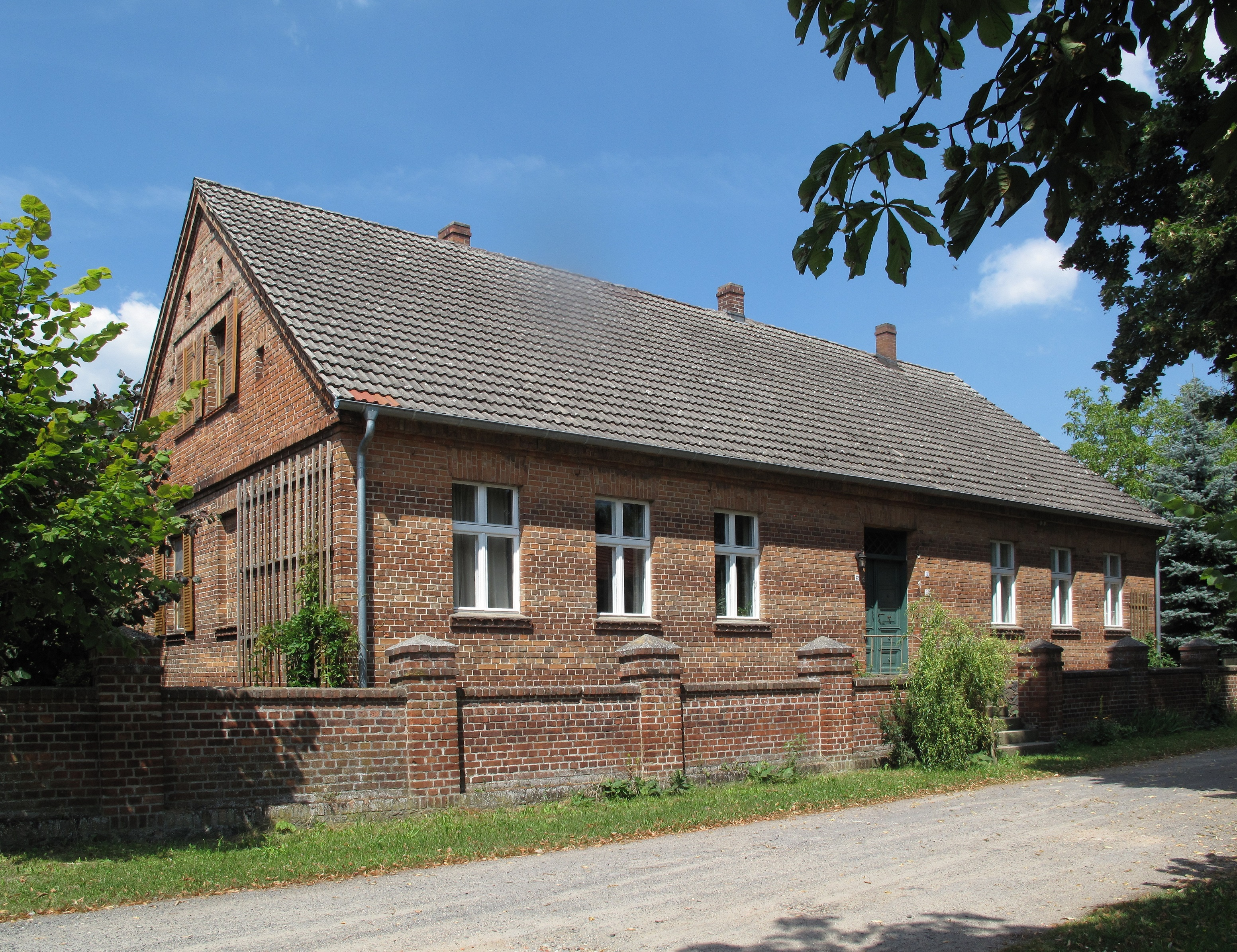
Pfarrhaus (Lindenstraße 32)
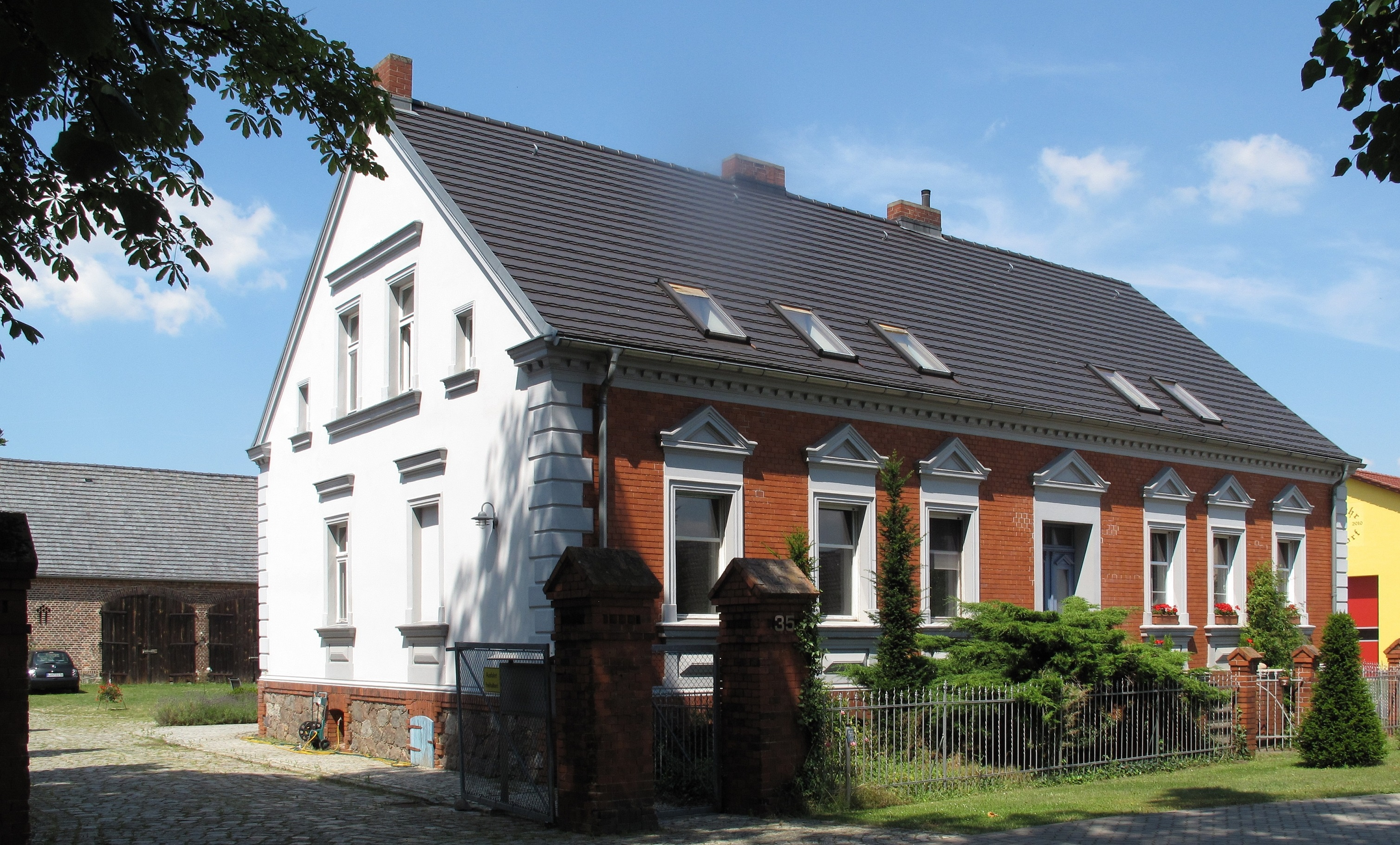
Gehöft (Lindenstraße 35)

Siehe auch Liste der Baudenkmale in Rietz-Neuendorf#Ahrensdorf

## Belege